# Arbeitsgemeinschaft für ökumenisches Liedgut
Die Arbeitsgemeinschaft für ökumenisches Liedgut (AÖL) ist eine überkonfessionelle Arbeitsgemeinschaft der evangelischen und katholischen Kirchen sowie Freikirchen im deutschen Sprachbereich. Ihre Aufgabe besteht darin, das ökumenische Singen im Gottesdienst durch die Erarbeitung und Festlegung gemeinsamer Text- und Melodiefassungen von Kirchenliedern zu fördern.

## Entstehung
Nach dem Erscheinen des Evangelischen Kirchengesangbuchs (1950) und im Zuge der Vorbereitungen für das katholische Gotteslob (1975) erkannte man die Notwendigkeit, einheitliche Liedfassungen für den deutschen Sprachraum sowie sprachliche Revisionen älterer Texte nicht konfessionell getrennt zu erarbeiten, sondern einen Grundstock gemeinsamer Lieder in identischen Text- und Melodiefassungen zu schaffen. Für das Gotteslob war die Übernahme zahlreicher Lieder der evangelischen Tradition in überarbeiteten (v. a. gekürzten und sprachlich modernisierten) Fassungen geplant. Zu diesem Zweck wurde die Arbeitsgemeinschaft für ökumenisches Liedgut gegründet. Sie trat erstmals im Dezember 1969 in Hildesheim zusammen. Seitdem tagt sie an wechselnden Orten ein- bis zweimal jährlich unter der gemeinsamen Leitung eines evangelischen und eines katholischen Vorsitzenden.

## Mitglieder
Die folgenden Kirchen tragen die AÖL und entsenden Vertreterinnen und Vertreter in die Arbeitsgemeinschaft:
- Katholische Kirche in Deutschland
- Evangelische Kirche in Deutschland
- Katholische Kirche in Österreich
- Evangelische Kirche in Österreich
- Katholische Kirche in der [deutschsprachigen] Schweiz
- Evangelisch-reformierte Kirche in der [deutschsprachigen] Schweiz
- Altkatholische bzw. Christkatholische Kirchen in Deutschland, Österreich und der Schweiz
- Freikirchen in Deutschland, Österreich und der Schweiz

## Arbeit der AÖL
Die Herausforderung und die Arbeitsweise der Gründungsepoche stellte Heinrich Riehm in seinem Aufsatz Die gemeinsamen Lieder der deutschsprachigen Christenheit (2000) so dar: „Die Arbeit ging zunächst so vonstatten, dass die Vertreter der einzelnen Kirchen ihre Liederwünsche vorlegten, aus denen dann eine gemeinsame Liste erstellt wurde. Ursprünglich war an die Erarbeitung von etwa 50 Kernliedern gedacht, die sich aber sehr bald auf mehr als 100 Lieder erhöhten“ (Riehm 158).
Aus dieser Zeit stammen die drei von der AÖL herausgegebenen Liedsammlungen:
- Gemeinsame Kirchenlieder. Gesänge der deutschsprachigen Christenheit. Berlin und Regensburg 1973.
- Gesänge zur Bestattung. Gemeinsame Kirchenlieder und Gebete der deutschsprachigen Christenheit. Berlin und Regensburg 1978.
- Leuchte bunter Regenbogen. Gemeinsame geistliche Kinderlieder der deutschsprachigen Christenheit. Kassel 1983.

„Als Kriterien für die festzulegenden Liedfassungen“ nennt Riehm im genannten Aufsatz „drei Aspekte [...], die bedacht und untereinander abgewogen werden mussten:
- Wie lautet das Original in Text und Melodie? Welche Herkunft und welchen geschichtlichen Ort hat das zu behandelnde Lied ursprünglich? Hier waren die Fachleute in der Kommission gefragt, die meist eine Fülle von Material vorlegen und über Forschungsergebnisse berichten konnten. Welche Rolle sollen die gewonnenen Erkenntnisse für die heutige Liedgestalt spielen?
- Welche Veränderungen hat das zu behandelnde Lied im Laufe der Geschichte erfahren und welche Sondertraditionen haben sich eventuell in einer Konfession gebildet? Wie kann aus verschiedenen Traditionen eine einheitliche Liedfassung hergestellt und was kann einer Konfession an Änderung zugemutet werden?
- Ist die Textgestalt heute zu verantworten? Sind sprachliche oder inhaltliche Anstände zu bedenken? Das Gesangbuch ist ja kein Museum, sondern ein Gebrauchsbuch für die Gemeinde! Wo sind die Grenzen für Verständlichkeit und Angemessenheit? Hier lag viel Zündstoff, zumal Sprachempfinden und Verpflichtung der Tradition gegenüber in den 70er und 80er Jahren einem starken Wandel unterworfen waren“ (Riehm 158).

Lieder, für die die AÖL eine einheitliche Fassung von Text (Wortlaut und Strophenauswahl) und Melodie festgelegt hat, erscheinen in gedruckten Gesangbüchern mit der Kennzeichnung „ö“. Ein eingeklammertes „(ö)“ bedeutet, dass es sich zwar um ein ö-Lied handelt, dieses aber in einer Version abgedruckt ist, die im Text und/oder (ausnahmsweise) in der Melodie abweicht.
Das Anliegen, zeitgemäß zu sein, und die kritische Beurteilung des restaurativen Grundzugs des Evangelischen Kirchengesangbuchs (1950) führten zu neuen Textfassungen, die sich sprachlich mitunter recht weit von den Originaltexten der Lieder entfernten. Die unvermeidliche Spannung zwischen der Gegenwartsorientierung, dem Willen zur ökumenischen Gemeinsamkeit und der Loyalität zur jeweiligen identitätsstiftenden konfessionellen Tradition lässt sich beispielhaft daran ablesen, dass das Evangelische Gesangbuch in seinem Stammteil (1993) zwei Lieder in der ökumenischen (= ö-) Fassung, zusätzlich aber in der konfessionell überlieferten Version abdruckt (EG 262/263; 316/317).
Insgesamt spiegelt die Gesangbuchgeneration der Jahrtausendwende im Bestand der ö-Lieder die Aufgabenstellung der ersten Phase der Arbeit der AÖL wider. Mit der völligen Neuerarbeitung des Gottlob (erschienen 2013) und verstärkt mit der Neubearbeitung des Evangelischen Gesangbuchs (seit 2021) stellte sich in der AÖL die Frage, ob die „alten“ ö-Fassungen beibehalten oder ihrerseits behutsam revidiert werden sollten. Seither führen die Beratungen und Beschlüsse der AÖL nicht selten zur Wiederannäherung an originale Text- und Melodiefassungen. Zwei Faktoren wirken sich hier besonders aus: zum einen die aktuelle hymnologische Forschung, wie sie sich in den Kommentarwerken zum Reformierten Gesangbuch, zum Katholischen Gesangbuch und zum Christkatholischen Gesangbuch der Schweiz, zum Gotteslob und zum Evangelischen Gesangbuch niederschlägt; zum andern grundsätzliche Überlegungen zur Würde und gottesdienstlichen Eignung „klassischer“, wenngleich altertümlich anmutender Texte und Melodien in ihrer ursprünglichen (oder ursprungsnäheren) Gestalt.
Neuere Lieder, die in beiden Konfessionen gesungen werden, liegen zumeist von vornherein in identischen, urheberrechtlich geschützten Text- und Melodiefassungen vor, so dass sich hier die ursprüngliche Aufgabe der AÖL, einheitliche Fassungen zu erarbeiten, kaum noch stellt. Erhalten bleibt der Anspruch, mit „ö“ nur solche Lieder auszuzeichnen, deren gottesdienstlichen Gebrauch die beteiligten Kirchen befürworten, da sie elementare Ansprüche, die an ein ökumenisch verbindendes Singen zu richten sind, sprachlich, theologisch und musikalisch erfüllen.

## Liste der ö-Lieder
Die AÖL führt eine aktuelle Liste der ö-Lieder.

## Liste der AÖL-Referenz-Gesangbücher
Die Liste der von der AÖL berücksichtigten offiziell eingeführten kirchlichen Gesangbücher kann.